# آبشار میان‌کلا
آبشار میان‌کلا یا آبشار شیرگاه یا منطقهٔ حفاظت‌شدهٔ آبشار شیرگاه یک منطقهٔ حفاظت‌شده با مساحت ۳۶۵۵ هکتار است که در شهرستان سوادکوه استان مازندران در ایران قرار دارد. این منطقهٔ حفاظت‌شده طبق مصوبهٔ شمارهٔ ۶۶۸ در تاریخ ۱۳۷۸/۱۰/۱۵ در فهرست مناطق تحت حفاظت سازمان محیط زیست ایران قرار گرفت.